# Природно-математички факултет Универзитета у Приштини
Природно-математички факултет Универзитета у Приштини са привременим седиштем у Косовској Митровици је образовно-научна установа на којој студира око 800 студената на свим нивоима — од основних до докторских студија.
Основан је 1960. године, као један од зачетника високог образовања на Косову и Метохији, а од 1971. године је самостална установа. Након прогона из Приштине, радио је у Врању, па у Васпитно-поправном дому у Крушевцу, а сада је подстанар у Техничкој школи у Косовској Митровици. Ова модерно организована научно-образовна установа данас има шест одсека — за математику, физику, хемију, биологију, географију и информатику.
Иако је пролазио кроз веома тешке периоде и повремено радио у готово немогућим условима, Факултет је успео да изгради и битно ојача наставнички кадар — када је основан, није имао ниједног наставника у сталном радном односу, док данас има 12 редовних професора, 12 ванредних, 27 доцената, 20 асистената и четири сарадника у настави. Наставу на Факултету изводили су и наши најугледнији научници, као што су академик Атанасије Урошевић, проф. др Тадија Пејовић, академик Синиша Станковић, академик Душан Каназир, академик Градимир Миловановић и други.
Декан Природно-математичког факултета је проф. др Драгомир Кићовић.